# Šátek

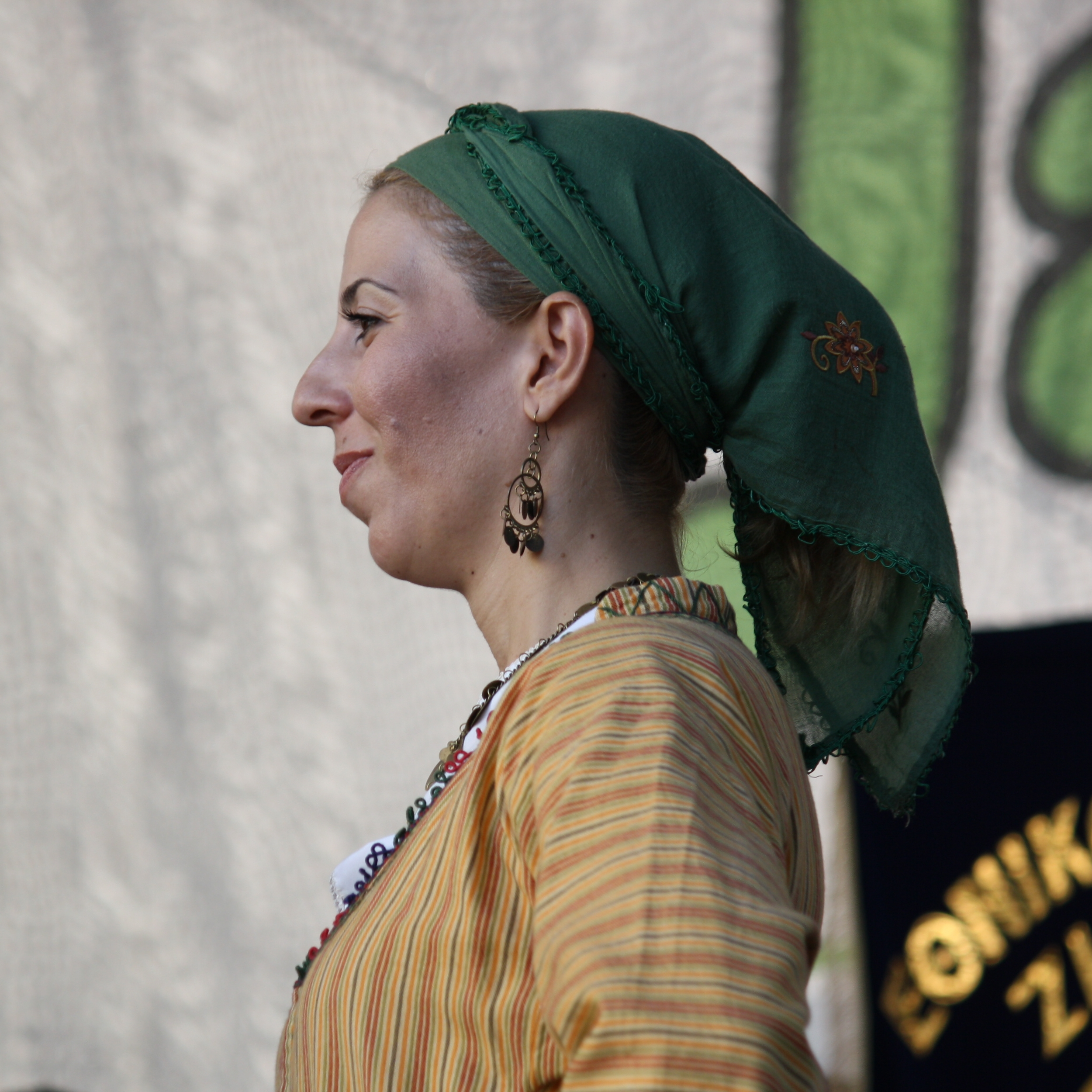
Kyperská žena s šátkem na hlavě

Šátek je praktický předmět denní potřeby, oděvní doplněk a pomůcka, která primárně slouží jakožto pokrývka hlavy nebo krku, případně jako ozdoba. V praxi může být ale využívána i pro řadu dalších účelů. Šátky lze dělit podle materiálu, barvy, velikosti a tvaru. Běžné šátky bývají čtyřcípé čtvercového tvaru, existují ale i šátky třícípé, obvykle ve tvaru pravoúhlého rovnostranného trojúhelníka.
Šátky mohou být jednobarevné či vícebarevné, mohou být potištěny různými vzory nebo mohou být i ručně malované a jinak zdobené, mohou mít i různé nápisy (lidová slovesnost). Šátky mohou mít i okrasně obroubené okraje apod.

## Zdravotnické šátky
V lékárničkách a při první pomoci jsou běžně používány trojcípé šátky, které zde primárně slouží zejména například pro fixaci zlomenin při transportu zraněného k lékaři, v případě nouze ale mohou posloužit i jinak, třeba jako provizorní obvaz (obinadlo), zaškrcovadlo, pokrývka hlavy apod.

## Slibové šátky
Trojcípé šátky se užívají jakožto symbolické označení pro příslušnost osoby k nějaké organizaci, například k vojenské jednotce, skautskému, pionýrskému nebo jinému mládežnickému oddílu apod. V organizacích pracujících s dětmi a mládeží slavnostní nošení šátku pak zpravidla vyjadřuje tu skutečnost, že příslušný jednotlivec složil slavností slib, čímž závazně potvrdil svoji příslušnost k dané organizaci. Tyto šátky pak bývají součásti krojů nebo stejnokrojů (uniforem) příslušných organizací, jejich nošení a užívání zde obvykle upravují vnitřní organizační řády a předpisy platné pro danou organizaci.

## Speciální použití
- Velké šátky se používají v mateřství při nošení dětí - zejména novorozenců a kojenců.
- Šátek lze v případě nouze i svázat do uzlíku a použít i jej pro přenášení drobných předmětů.
- Čistý šátek lze v případě nouze použít i jako provizorní ubrousek, roušku nebo kapesník.
- Šátkem lze i mávat, nebo s ním provádět různá cvičení - například při hromadných vystoupeních na spartakiádě apod.